# 沖縄県立西崎特別支援学校
沖縄県立西崎特別支援学校（おきなわけんりつ にしざきとくべつしえんがっこう）は、沖縄県糸満市西崎に所在する特別支援学校である。幼稚部・小学部・中学部・高等部を設置している。1988年（昭和63年）に沖縄県立島尻養護学校から分離して開校した。

## 概要
通学にはスクールバスを運行している。
糸満市立潮平小学校や沖縄水産高校との交流活動を実施している。

## 通学区域
那覇市では、那覇市立小禄中学校および那覇市立金城中学校の通学区域が対象となり、幼稚部についてはこれに那覇市立鏡原中学校区域が加わる。豊見城市は豊見城市立長嶺中学校区域を除く全域が対象となり、糸満市は全域が通学区域となっている。

## 所在地
〒901ー0305
沖縄県糸満市西崎1丁目1番2号

## 周辺施設
- 沖縄県立沖縄水産高等学校
- 糸満海のふるさと公園

## アクセス
バス停「糸満入口」より徒歩9分